# Лог, Мэтт
Мэтт Лог (англ. Matt Laug, род. 17 марта 1968) — американский барабанщик, который играл со многими группами.

## Биография
Лог начал выступать в качестве барабанщика ещё в средней школе. Переехал в Лос-Анджелес после окончания средней школы в 1986 году. После учёбы в колледже в Лос-Анджелесе, Мэтт был студийным барабанщиком. Помимо длинного списка многих других рок-исполнителей, Мэтт играл на барабанах на альбоме Jagged Little Pill канадской певицы Аланис Мориссетт 1995 года, который разошёлся тиражом 16 миллионов экземпляров и стал альбомом номер один на американском Billboard 200 на десятилетие 1990—1999 годов.
Он также кратко играл на барабанах в воскрешённой Стивом Планкеттом группе Autograph в 2002—2003 годах.